# National Expressway 1
National Expressway 1 (NE 1), auch Ahmedabad Vadodara Expressway oder Mahatma Gandhi Expressway, ist eine 2003 eröffnete Schnellstraße im Bundesstaat Gujarat im Westen des Staates Indien mit einer Länge von 93,1 Kilometern. Sie führt von Ahmedabad über Nadiad und Anand nach Vadodara. Der National Expressway 1 ist Teil des National Highway 8, der von der indischen Hauptstadt Neu-Delhi zur Finanzmetropole Mumbai führt, und somit auch Teil des Golden Quadrilateral.
Die Reisezeit zwischen beiden Städten verringerte sich durch den Bau von zweieinhalb auf rund eine Stunde. Die Straße ist vierspurig, ein sechsspuriger Ausbau ist vorgesehen.